# Enrico Celio

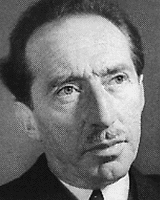

Enrico Celio (Ambrí, 19 juni 1889 - Lugano, 22 februari 1980) was een Zwitsers politicus.
Enrico Celio was afkomstig uit het kanton Ticino (Tessin) en was de zoon van Emilio Celio en Rosalie Celio, geb. Grolimond. Celio ontving gymnasiaal onderwijs bij de Selasianen, de Jezuïeten en Benedictijnen. Hij studeerde literatuur en filosofie aan de Universiteit van Fribourg. Tijdens zijn studietijd was hij actief binnen de rooms-katholieke studenten- en jongerenorganisaties.
In 1916 werd Celio lid van de redactie van de conservatieve krant Popolo e Libertá (Volk en Vrijheid). In 1918 werd hij hoofdredacteur van de krant. In 1921 begon hij een rechtenstudie in Fribourg. Van 1913 tot 1932 zat hij voor de Conservatieve Partij (voorloper van de Christendemocratische Volkspartij) in de Grote Raad van Ticino.
In 1924 deed hij zijn intrede in de landelijke politiek en werd hij voor de Conservatieve Partij in de Nationale Raad (volksvergadering) gekozen. Van 1927-1928 en in 1932 was hij ook lid van de Nationale Raad.
In augustus 1932 volgde Celio de minister van Opvoeding en Politie van Ticino, Giuseppe Cattori, op. Van 22 februari 1940 tot 15 oktober 1950 was Enrico Celio lid van de Zwitserse Bondsraad. Celio beheerde tijdens zijn ambtsperiode het Departement van Posterijen en Spoorwegen.
Enrico Celio was in 1942 en in 1947 vicepresident van Zwitserland. In 1943 en in 1948 was hij bondspresident van Zwitserland. Nadien was hij ambassadeur in Rome (1950-1955).
Celio zette zich tijdens zijn politieke carrière in voor het behoud van de Italiaanse taal in Zwitserland.